# 喬爾諾耶湖 (奧波奇卡區)
56°34′43″N 28°45′37″E / 56.57861°N 28.76028°E
喬爾諾耶湖（俄语：Чёрное озеро），是俄羅斯的湖泊，位於該國西北部，由普斯科夫州負責管轄，處於奧波奇卡區，面積1.2平方公里，集水區面積11.5平方公里，平均水深4米，最大水深6米。